# Maks Ėbonh
Afrid Maks Ėbonh Nhome (in bielorusso Африд Макс Эбонг Нгоме?, in inglese Afrid Max Ebong Ngome; Vicebsk, 26 agosto 1999) è un calciatore bielorusso, centrocampista dell'Astana e della nazionale bielorussa.

## Biografia
È nato a Vicebsk da padre camerunese e madre bielorussa. All'età di 4 anni si trasferisce in Sudafrica con la propria famiglia, salvo poi ritornare nella propria città natale nel 2011.

## Carriera

### Club
Ha giocato nella prima divisione bielorussa ed in quella kazaka.

### Nazionale
Ha giocato nella nazionale bielorussa Under-21.
Nel 2019 ha esordito nella nazionale maggiore bielorussa.

## Statistiche

### Cronologia presenze e reti in nazionale
| Cronologia completa delle presenze e delle reti in nazionale ― Bielorussia | Cronologia completa delle presenze e delle reti in nazionale ― Bielorussia | Cronologia completa delle presenze e delle reti in nazionale ― Bielorussia | Cronologia completa delle presenze e delle reti in nazionale ― Bielorussia | Cronologia completa delle presenze e delle reti in nazionale ― Bielorussia | Cronologia completa delle presenze e delle reti in nazionale ― Bielorussia | Cronologia completa delle presenze e delle reti in nazionale ― Bielorussia | Cronologia completa delle presenze e delle reti in nazionale ― Bielorussia |
| Data                                                                       | Città                                                                      | In casa                                                                    | Risultato                                                                  | Ospiti                                                                     | Competizione                                                               | Reti                                                                       | Note                                                                       |
| -------------------------------------------------------------------------- | -------------------------------------------------------------------------- | -------------------------------------------------------------------------- | -------------------------------------------------------------------------- | -------------------------------------------------------------------------- | -------------------------------------------------------------------------- | -------------------------------------------------------------------------- | -------------------------------------------------------------------------- |
| 9-9-2019                                                                   | Cardiff                                                                    | Galles                                                                     | 1 – 0                                                                      | Bielorussia                                                                | Amichevole                                                                 | -                                                                          | 46’                                                                        |
| 13-10-2019                                                                 | Minsk                                                                      | Bielorussia                                                                | 1 – 2                                                                      | Paesi Bassi                                                                | Qual. Euro 2020                                                            | -                                                                          | 70’                                                                        |
| 7-9-2020                                                                   | Almaty                                                                     | Kazakistan                                                                 | 1 – 2                                                                      | Bielorussia                                                                | UEFA Nations League 2020-2021 - 1º turno                                   | -                                                                          | 73’ 85’                                                                    |
| 7-10-2020                                                                  | Tbilisi                                                                    | Georgia                                                                    | 1 – 0                                                                      | Bielorussia                                                                | Qual. Euro 2020                                                            | -                                                                          |                                                                            |
| 11-10-2020                                                                 | Vilnius                                                                    | Lituania                                                                   | 2 – 2                                                                      | Bielorussia                                                                | UEFA Nations League 2020-2021 - 1º turno                                   | -                                                                          | 38’ 80’                                                                    |
| 11-11-2020                                                                 | Ploiești                                                                   | Romania                                                                    | 5 – 3                                                                      | Bielorussia                                                                | Amichevole                                                                 | -                                                                          |                                                                            |
| 15-11-2020                                                                 | Minsk                                                                      | Bielorussia                                                                | 2 – 0                                                                      | Lituania                                                                   | UEFA Nations League 2020-2021 - 1º turno                                   | 1                                                                          |                                                                            |
| 18-11-2020                                                                 | Tirana                                                                     | Albania                                                                    | 3 – 2                                                                      | Bielorussia                                                                | UEFA Nations League 2020-2021 - 1º turno                                   | 1                                                                          |                                                                            |
| 24-3-2021                                                                  | Minsk                                                                      | Bielorussia                                                                | 1 – 1                                                                      | Honduras                                                                   | Amichevole                                                                 | -                                                                          |                                                                            |
| 27-3-2021                                                                  | Minsk                                                                      | Bielorussia                                                                | 4 – 2                                                                      | Estonia                                                                    | Qual. Mondiali 2022                                                        | -                                                                          | 58’                                                                        |
| 30-3-2021                                                                  | Lovanio                                                                    | Belgio                                                                     | 8 – 0                                                                      | Bielorussia                                                                | Qual. Mondiali 2022                                                        | -                                                                          | 46’                                                                        |
| 2-6-2021                                                                   | Minsk                                                                      | Bielorussia                                                                | 1 – 2                                                                      | Azerbaigian                                                                | Amichevole                                                                 | -                                                                          | 84’                                                                        |
| 2-9-2021                                                                   | Ostrava                                                                    | Rep. Ceca                                                                  | 1 – 0                                                                      | Bielorussia                                                                | Qual. Mondiali 2022                                                        | -                                                                          | 73’ 89’                                                                    |
| 5-9-2021                                                                   | Kazan'                                                                     | Bielorussia                                                                | 2 – 3                                                                      | Galles                                                                     | Qual. Mondiali 2022                                                        | -                                                                          | 73’                                                                        |
| 8-9-2021                                                                   | Kazan'                                                                     | Bielorussia                                                                | 0 – 1                                                                      | Belgio                                                                     | Qual. Mondiali 2022                                                        | -                                                                          | 70’ 88’                                                                    |
| 11-10-2021                                                                 | Kazan'                                                                     | Bielorussia                                                                | 0 – 2                                                                      | Rep. Ceca                                                                  | Qual. Mondiali 2022                                                        | -                                                                          |                                                                            |
| 13-11-2021                                                                 | Cardiff                                                                    | Galles                                                                     | 5 – 1                                                                      | Bielorussia                                                                | Qual. Mondiali 2022                                                        | -                                                                          | 70’ 83’                                                                    |
| 16-11-2021                                                                 | Minsk                                                                      | Bielorussia                                                                | 1 – 0                                                                      | Giordania                                                                  | Amichevole                                                                 | -                                                                          | 70’                                                                        |
| 26-3-2022                                                                  | Madinat 'Isa                                                               | India                                                                      | 0 – 3                                                                      | Bielorussia                                                                | Amichevole                                                                 | -                                                                          | 78’                                                                        |
| 29-3-2022                                                                  | Riffa                                                                      | Bahrein                                                                    | 0 – 1                                                                      | Bielorussia                                                                | Amichevole                                                                 | -                                                                          | 69’                                                                        |
| 3-6-2022                                                                   | Novi Sad                                                                   | Bielorussia                                                                | 0 – 1                                                                      | Slovacchia                                                                 | UEFA Nations League 2022-2023 - 1º turno                                   | -                                                                          | 72’                                                                        |
| 6-6-2022                                                                   | Novi Sad                                                                   | Bielorussia                                                                | 0 – 0                                                                      | Azerbaigian                                                                | UEFA Nations League 2022-2023 - 1º turno                                   | -                                                                          | 33’ 59’                                                                    |
| 10-6-2022                                                                  | Novi Sad                                                                   | Bielorussia                                                                | 1 – 1                                                                      | Kazakistan                                                                 | UEFA Nations League 2022-2023 - 1º turno                                   | -                                                                          |                                                                            |
| 13-6-2022                                                                  | Mərdəkan                                                                   | Azerbaigian                                                                | 2 – 0                                                                      | Bielorussia                                                                | UEFA Nations League 2022-2023 - 1º turno                                   | -                                                                          |                                                                            |
| 22-9-2022                                                                  | Astana                                                                     | Kazakistan                                                                 | 2 – 1                                                                      | Bielorussia                                                                | UEFA Nations League 2022-2023 - 1º turno                                   | -                                                                          |                                                                            |
| 17-11-2022                                                                 | Dubai                                                                      | Siria                                                                      | 0 – 1                                                                      | Bielorussia                                                                | Amichevole                                                                 | -                                                                          | 60’                                                                        |
| 25-3-2023                                                                  | Novi Sad                                                                   | Bielorussia                                                                | 0 – 5                                                                      | Svizzera                                                                   | Qual. Euro 2024                                                            | -                                                                          | 84’                                                                        |
| 28-3-2023                                                                  | Bucarest                                                                   | Romania                                                                    | 2 – 1                                                                      | Bielorussia                                                                | Qual. Euro 2024                                                            | -                                                                          | 55’                                                                        |
| 16-6-2023                                                                  | Budapest                                                                   | Bielorussia                                                                | 1 – 2                                                                      | Israele                                                                    | Qual. Euro 2024                                                            | 1                                                                          | 79’                                                                        |
| 19-6-2023                                                                  | Budapest                                                                   | Bielorussia                                                                | 2 – 1                                                                      | Kosovo                                                                     | Qual. Euro 2024                                                            | 1                                                                          |                                                                            |
| 9-9-2023                                                                   | Andorra la Vella                                                           | Andorra                                                                    | 0 – 0                                                                      | Bielorussia                                                                | Qual. Euro 2024                                                            | -                                                                          | 29’                                                                        |
| 12-10-2023                                                                 | Budapest                                                                   | Bielorussia                                                                | 0 – 0                                                                      | Romania                                                                    | Qual. Euro 2024                                                            | -                                                                          | 73’                                                                        |
| 15-10-2023                                                                 | San Gallo                                                                  | Svizzera                                                                   | 3 – 3                                                                      | Bielorussia                                                                | Qual. Euro 2024                                                            | 1                                                                          |                                                                            |
| 18-11-2023                                                                 | Budapest                                                                   | Bielorussia                                                                | 1 – 0                                                                      | Andorra                                                                    | Qual. Euro 2024                                                            | -                                                                          | cap.                                                                       |
| 21-11-2023                                                                 | Pristina                                                                   | Kosovo                                                                     | 0 – 1                                                                      | Bielorussia                                                                | Qual. Euro 2024                                                            | -                                                                          | 73’                                                                        |
| 21-3-2024                                                                  | Boztepe                                                                    | Montenegro                                                                 | 2 – 0                                                                      | Bielorussia                                                                | Amichevole                                                                 | -                                                                          | 76’                                                                        |
| 26-3-2024                                                                  | Ta' Qali                                                                   | Malta                                                                      | 0 – 0                                                                      | Bielorussia                                                                | Amichevole                                                                 | -                                                                          | 59’                                                                        |
| 7-6-2024                                                                   | Minsk                                                                      | Bielorussia                                                                | 0 – 4                                                                      | Russia                                                                     | Amichevole                                                                 | -                                                                          | 75’                                                                        |
| 5-9-2024                                                                   | Zalaegerszeg                                                               | Bielorussia                                                                | 0 – 0                                                                      | Bulgaria                                                                   | UEFA Nations League 2024-2025 - 1º turno                                   | -                                                                          | 83’                                                                        |
| 8-9-2024                                                                   | Lussemburgo                                                                | Lussemburgo                                                                | 0 – 1                                                                      | Bielorussia                                                                | UEFA Nations League 2024-2025 - 1º turno                                   | -                                                                          | 53’                                                                        |
| 12-10-2024                                                                 | Zalaegerszeg                                                               | Bielorussia                                                                | 0 – 0                                                                      | Irlanda del Nord                                                           | UEFA Nations League 2024-2025 - 1º turno                                   | -                                                                          |                                                                            |
| 15-10-2024                                                                 | Zalaegerszeg                                                               | Bielorussia                                                                | 1 – 1                                                                      | Lussemburgo                                                                | UEFA Nations League 2024-2025 - 1º turno                                   | -                                                                          | 74’                                                                        |
| 15-11-2024                                                                 | Belfast                                                                    | Irlanda del Nord                                                           | 2 – 0                                                                      | Bielorussia                                                                | UEFA Nations League 2024-2025 - 1º turno                                   | -                                                                          | 62’                                                                        |
| 18-11-2024                                                                 | Sofia                                                                      | Bulgaria                                                                   | 1 – 1                                                                      | Bielorussia                                                                | UEFA Nations League 2024-2025 - 1º turno                                   | -                                                                          | 53’                                                                        |
| 20-3-2025                                                                  | Dušanbe                                                                    | Tagikistan                                                                 | 0 – 5                                                                      | Bielorussia                                                                | Amichevole                                                                 | -                                                                          | 61’                                                                        |
| 25-3-2025                                                                  | Masazır                                                                    | Azerbaigian                                                                | 0 – 2                                                                      | Bielorussia                                                                | Amichevole                                                                 | -                                                                          |                                                                            |
| 5-6-2025                                                                   | Barysaŭ                                                                    | Bielorussia                                                                | 4 – 1                                                                      | Kazakistan                                                                 | Amichevole                                                                 | -                                                                          |                                                                            |
| 10-6-2025                                                                  | Minsk                                                                      | Bielorussia                                                                | 1 – 4                                                                      | Russia                                                                     | Amichevole                                                                 | -                                                                          | 84’                                                                        |
| Totale                                                                     |                                                                            | Presenze                                                                   | 48                                                                         |                                                                            | Reti                                                                       | 5                                                                          |                                                                            |

## Palmarès

### Club

#### Competizioni nazionali
- Coppa di Bielorussia: 1

Šachcër Salihorsk: 2018-2019
- Supercoppa del Kazakistan: 2

Astana: 2020, 2023
- Campionato kazako: 1

Astana: 2022
- Liga Kubogy: 1

Astana: 2024